# Schneereiher

Verbreitungsgebiet des Schneereihers

Der Schneereiher (Egretta eulophotes), auch als China-Seidenreiher bezeichnet, ist ein seltener mittelgroßer Reiher aus Südostasien. Manchmal wird dieser Name auch für den Schmuckreiher (Egretta thula) verwendet. Er ist aber für den China-Seidenreiher gebräuchlicher.

## Beschreibung
Dieser 68 cm große Vogel hat ein schneeweißes Gefieder mit mehreren langen weißen Haubenfedern. Während der Paarungszeit bilden sich verlängerte weiße Schmuckfedern an Brust und Rücken. Am Nacken sind die Federn kurz und struppig. Die Gesichtshaut ist bläulich. Der Schnabel ist gelb. Die Beine sind schwarz und die Füße grünlich gelb.

## Verhaltensweise und Vorkommen
Der Schneereiher brütet auf vorgelagerten Inseln vor Russland, China, Nordkorea und Südkorea. Früher kam er auch in Hongkong und auf Taiwan vor. Er ist ein Zugvogel, der die Wintermonate in Südostasien verbringt. Hauptüberwinterungsgebiete sind die Regionen um die Inseln Cebu, Bohol und Samar auf den Philippinen und in den malaysischen Provinzen Sarawak und Selangor auf Borneo. 
Im Gegensatz zu Schmuck- oder Seidenreihern lebt der Schneereiher im Wattenmeer. Er ernährt sich von Krebsen, Wattwürmern und kleinen Fischen. Die Paarungs- und Brutzeit ist von Ende April bis Anfang Juni. Es werden bis zu drei kobaltblaue Eier in ein trockenes Grasnest auf dem Boden gelegt. Die Brutzeit dauert 30 bis 40 Tage. Anschließend werden die Jungvögel bis zum Flüggewerden 40 Tage lang von den Eltern betreut.

## Gefährdung
Zu Beginn des 20. Jahrhunderts wurde diese Art wegen ihrer hübschen Schmuckfedern gnadenlos gejagt, so dass es in den 1960er Jahren nur noch etwa 500 Exemplare gab. Heute liegt der Bestand bei ca. 3400 Vögeln, die in Korea vor allem durch die Verschmutzung des Han-Flusses gefährdet sind. Des Weiteren reagiert die Art sehr empfindlich auf Störungen während der Brutzeit. So kam es vor, dass die Vögel in Shin-Do, Südkorea, während der 1990er Jahre ihre Brutplätze aufgrund von Störungen durch Fotografen verließen. In Liaoning, China, sind sie durch Jäger und Eiersammler gefährdet.